# Mahatao
Mahatao es un municipio filipino de sexta  categoría perteneciente a  la provincia de Batanes en la región administrativa de Valle del Cagayán. 

## Geografía
Este municipio ocupa la parte central de la isla de Batán, perteneciente al archipiélago de las Batanes, situado en el estrecho de Luzón entre la isla de  Luzón y  la  de Formosa.
Tiene una extensión superficial de 12,90 km² y según el censo de 2007, contaba con una población de 1707 habitantes, 1583 el día primero de mayo de 2010

### Ubicación
| Noroeste:Estrecho de Luzón        | Norte: Basco | Noreste: Océano Pacífico    |
| Oeste: Mar de la China Meridional |              | Este: Océano Pacífico       |
| Suroeste: Ivana                   | Sur: Uyugan  | Sureste: Canal de Balintang |

### Barangayes
Mahatao se divide administrativamente en 4 barangayes o barrios, tres de los cuales tienen carácter rural, mientras que el restante es considerado como  urbano.
| Barangay         | Población (2010) | Código (2012) |
| ---------------- | ---------------- | ------------- |
| Hanib            | 372              | 020904001     |
| Kaumbakan        | 483              | 020904002     |
| Panatayan        | 416              | 020904003     |
| Uvoy (Población) | 312              | 020904004     |